# 尾崎元規
尾﨑 元規（おざき もとき、1949年6月6日 - ）は、日本の実業家。花王社長、会長を務めた。長崎県出身。

## 経歴・人物
1972年に慶應義塾大学工学部管理工学科を卒業し、同年に花王に入社した。家庭用品や化粧品などの主力事業に携わり、2002年に取締役兼執行役員に就任した。2004年4月に社長に昇格した。社長在任中は産業再生機構の支援で再建を進めていたカネボウ化粧品やイギリスの高級化粧品会社のモルトンブラウンを買収し、中国の化粧品大手である上海家化連合公司と業務提携を結んだ。2012年6月からは会長に就任した。
2014年から新国立劇場理事長と企業メセナ協議会理事長を務めている。